# شهرستان گان
شهرستان گان (به فرانسوی: Ghent) در استان فلاندری شرقی  در منطقه فلاندری در کشور بلژیک واقع شده‌است.